# Cynorkis pleistadenia
Cynorkis pleistadenia är en orkidéart som först beskrevs av Heinrich Gustav Reichenbach, och fick sitt nu gällande namn av Rudolf Schlechter. Cynorkis pleistadenia ingår i släktet Cynorkis, och familjen orkidéer.
Artens utbredningsområde är Tanzania. Inga underarter finns listade i Catalogue of Life.